# Kamyk (województwo łódzkie)
Kamyk – wieś w Polsce położona w województwie łódzkim, w powiecie wieluńskim, w gminie Konopnica.
W latach 1975–1998 miejscowość administracyjnie należała do województwa sieradzkiego.